# Sophie Okonedo
Sophie Okonedo (Londres, 11 de agosto de 1968) es una actriz británica que ha participado en producciones tanto británicas como estadounidenses. Debutó en 1991 en el drama Young Soul Rebels. Obtuvo una nominación de la Academia por su aclamado éxito de crítica Hotel Rwanda así como varias nominaciones a los Globos de Oro y de la Academia Británica de las Artes Cinematográficas y de la Televisión.
Tiene ascendencia nigeriana y europea de origen judío. En 2010 recibió el título de Oficial de la Orden del Imperio Británico (OBE) por sus servicios a la interpretación.

## Biografía
Sophie Okonedo nació en Londres, hija de Henry Okonedo (1939-2009), que trabajaba para el gobierno, y Joan Allman, una profesora de pilates. Su padre era de origen nigeriano y su madre provenía del East End de Londres, aunque sus abuelos eran emigrantes de origen judío de Polonia y Rusia. Okonedo fue educada en la fe judía de su madre. Cuando tenía 5 años su padre abandonó a la familia.

## Filmografía
| Año  | Título                                    | Personaje                 | Notas |
| ---- | ----------------------------------------- | ------------------------- | --- |
| 1991 | Young Soul Rebels                         | Tracy                     | |
| 1993 | Age of Treason                            | Niobe                     | (película para televisión) |
| 1994 | The Governor                              | Moira Levitt              | (serie de televisión) |
| y    | Go Now                                    | Paula                     | |
| y    | Ace Ventura: When Nature Calls            | La princesa Wachati       | |
| 1996 | Staying Alive                             | Kelly Booth               | (serie de televisión) |
| 1996 | Deep Secrets                              | Honey                     | (película para televisión) |
| 1997 | The Jackal                                | Jamaican Girl             | |
| 1999 | This Year's Love                          | Denise                    | |
| 1999 | Mad Cows                                  | Rosy                      | |
| 2000 | In Defence                                | Bernie Kramer             | (serie de televisión) |
| 2000 | Peaches                                   | Pippa                     | |
| 2000 | Never Never                               | Jo Weller                 | (película para televisión) Nominada al premio como mejor actriz de la Royal Television Society |
| 2001 | Sweet Revenge                             | Ellen                     | (película para televisión) |
| 2002 | Clocking Off                              | Jenny Wood                | (serie de televisión; 1 episodio) |
| 2002 | Dead Casual                               | Donna                     | (película para televisión) |
| 2002 | Dirty Pretty Things                       | Juliette                  | |
| 2003 | Cross My Heart                            | Marsee                    | |
| 2003 | The Inspector Lynley Mysteries            | Eve Bowen                 | (serie de televisión; 1 episodio) |
| 2003 | Spooks                                    | Amanda Roke               | (serie de televisión; 1 episodio) |
| 2003 | Alibi                                     | Marcey Burgess            | (película para televisión) |
| 2003 | Doctor Who: Scream of the Shalka          | Alison Cheney             | (historia animada; 6 episodios) |
| 2004 | Hotel Rwanda                              | Tatiana Rusesabagina      | Premio Mejor Actriz en los Black Reel Awards Nominada – Mejor Actriz de Reparto en los Premios de la Academia Nominada – Mejor actriz de reparto en los London Critics Circle Film Award Nominada – Mejor actriz de reparto en los Premios de la National Association for the Advancement of Colored People (NAACP) Nominada – Mejor actriz de reparto en los Screen Actors Guild Awards Nominada – Mejor Interpretación en los Screen Actors Guild Awards |
| 2004 | Whose Baby?                               | Karen Jenkins             | (película para televisión) |
| 2005 | Born With Two Mothers                     | Lucretia Bridges          | (película para televisión) |
| 2005 | Æon Flux                                  | Sithandra                 | |
| 2006 | Celebration                               | Sonia                     | (película para televisión) |
| 2006 | Stormbreaker                              | Mrs Jones                 | |
| 2006 | Scenes of a Sexual Nature                 | Anna                      | |
| 2006 | Tsunami: The Aftermath                    | Susie Carter              | (miniserie para televisión) Premio como Mejor Actriz de reparto en películas para televisión o series de la National Association for the Advancement of Colored People Nominada – en los Globos de Oro como Mejor Actriz de reparto en series, miniseries o películas para televisión |
| 2007 |                                           | Sophie                    | |
| 2007 |                                           | Nancy                     | (miniserie para televisión) |
| 2008 | The Secret Life of Bees                   | May Boatwright            | Nominada – Black Reel Award for Best Supporting Actress Nominada – Black Reel Award for Best Acting by an Ensemble Nominada – NAACP Image Award for Outstanding Supporting Actress in a Motion Picture Nominada – Satellite Award for Best Supporting Actress – Motion Picture |
| 2008 | Skin                                      | Sandra Laing              | Nominada – Black Reel Award for Best Actress Nominada – British Independent Film Award for Best Actress Nominada – NAACP Image Award for Outstanding Actress in a Motion Picture |
| 2009 | Father & Son                              | Connie Turner             | (miniserie para televisión; 4 episodios) |
| 2009 | Criminal Justice                          | Jackie 'Jack' Wolf        | (miniserie para televisión; 5 episodios) Nominada – BAFTA Television Award for Best Supporting Actress |
| 2010 | Mrs Mandela                               | Winnie Mandela            | (película para televisión) Nominada – BAFTA Television Award for Best Actress |
| 2010 | Doctor Who                                | Liz Ten                   | (serie de televisión; 2 episodios) |
| 2011 | The Slap                                  | Aisha                     | (serie de televisión) |
| 2012 | Sinbad                                    | Razia                     | (serie de televisión) |
| 2013 | Mayday                                    | Fiona                     | (serie de televisión) |
| 2013 | Después de la Tierra                      | Faia Raige                | |
| 2013 | The Escape Artist                         | Margaret 'Maggie' Gardner | (serie de televisión) |
| 2016 | The Hollow Crown - La guerra de las Rosas | Queen Margaret            | (serie de televisión) |
| 2019 | Hellboy                                   | Lady Hatton               | |
| 2020 | Criminal (UK)                             | Julia Bryce               | (serie de televisión, 1 episodio) |
| 2020 | Ratched                                   | Charlotte Wells           | (serie de televisión) |
| 2020 | Alien Worlds                              | Narradora                 | (docuserie de Netflix) |
| 2022 | Death on the Nile                         | Salome Otterbourne        | |
| 2023 | Heart of Stone                            | Nomad                     | |
| 2024 | 10 Lives                                  | Grace                     | Voz |

## Premios y distinciones
Premios Óscar
| Año  | Categoría               | Película     | Resultado |
| ---- | ----------------------- | ------------ | --------- |
| 2005 | Mejor actriz de reparto | Hotel Rwanda | Nominada  |